# Contea di Kay
La contea di Kay (in inglese Kay County) è una contea dello Stato dell'Oklahoma, negli Stati Uniti. La popolazione al censimento del 2000 era di 48 080 abitanti. Il capoluogo di contea è Newkirk, mentre la città più popolosa è Ponca City.